# Amtsgericht Annaberg

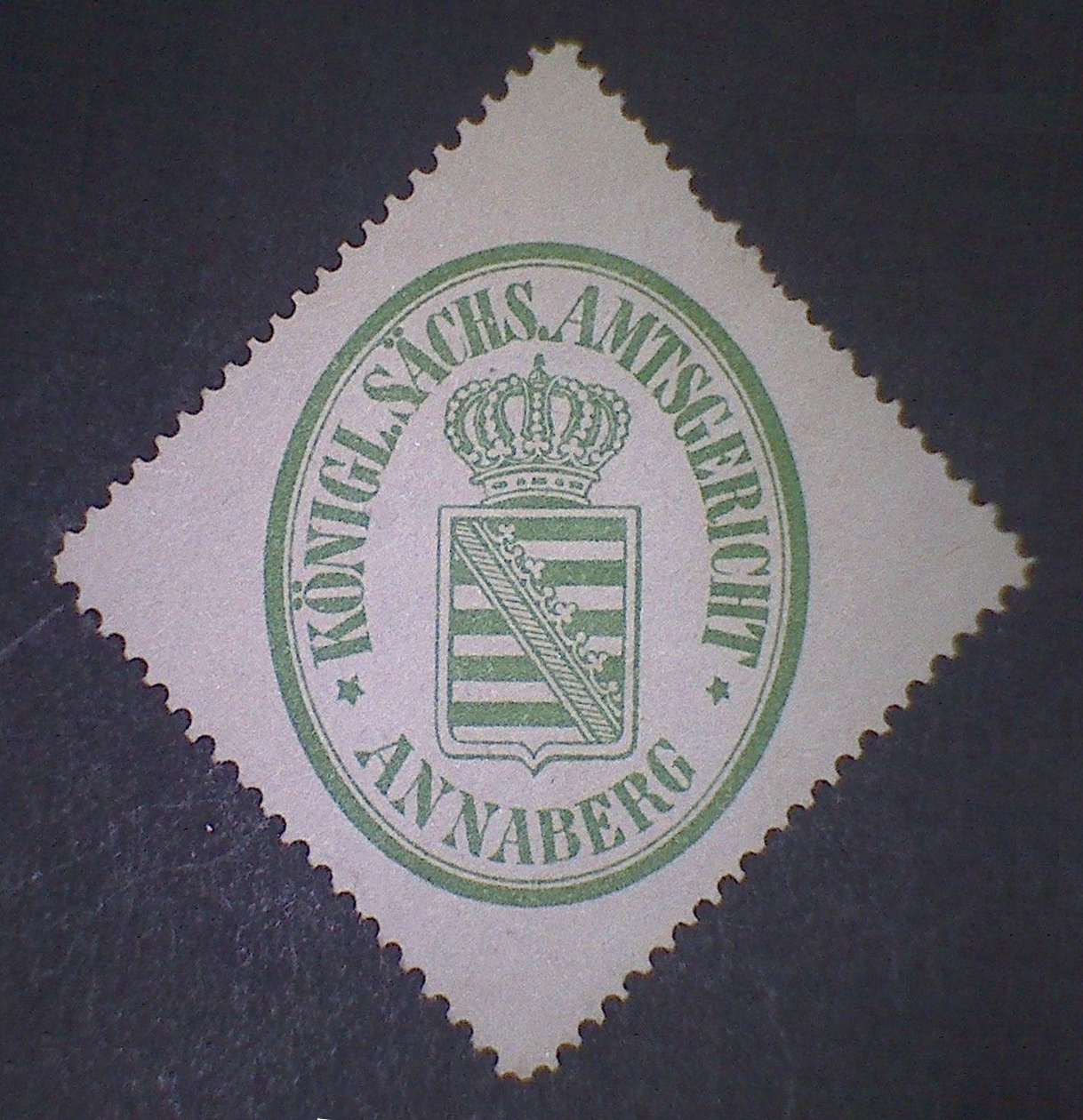
Siegelmarke Königlich Sächsisches Amtsgericht Annaberg

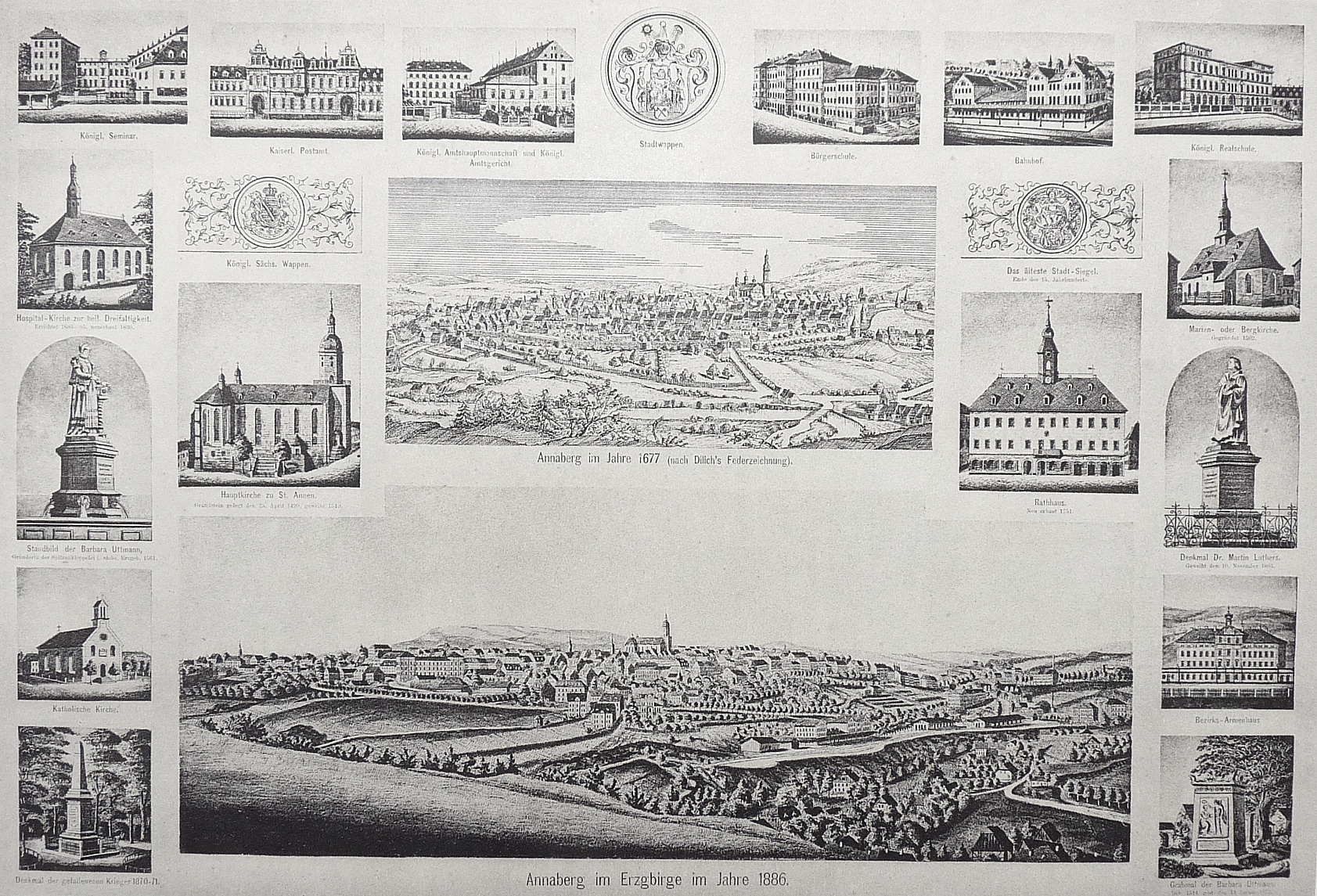
Amtsgericht Annaberg (oben, drittes von links), 1886

Das Amtsgericht Annaberg war ein Gericht der ordentlichen Gerichtsbarkeit und eines von insgesamt 30 Amtsgerichten im Freistaat Sachsen. Im Rahmen der sächsischen Verwaltungs- und Justizreform wurde es zum 31. Dezember 2012 geschlossen.

## Gerichtssitz, -bezirk und -organisation
Der Gerichtsbezirk des Amtsgerichtes Annaberg umfasste das Gebiet des ehemaligen Landkreises Annaberg. Das Gericht hatte seinen Sitz in 09456 Annaberg-Buchholz, Klosterstraße 12. Dem Amtsgericht Annaberg war das Landgericht Chemnitz unmittelbar übergeordnet. Das zuständige Oberlandesgericht hat seinen Sitz in Dresden.
Direktorin des Amtsgerichtes war seit April 2002 Inge Bahlmann (* 1964).

## Geschichte
In Annaberg bestand bis 1879 das Gerichtsamt Annaberg als Eingangsgericht. Im Rahmen der Reichsjustizgesetze wurden 1879 im Königreich Sachsen die Gerichtsämter aufgehoben und Amtsgerichte, darunter das Amtsgericht Annaberg, geschaffen. Der Gerichtssprengel umfasste Annaberg, Arnsfeld, Bärenstein mit Kühberg, Ausgespann und Siebenhäusergasse, Buchholz, Cunersdorf mit Vorwerk Königslust, Dörfel, Frohnau mit dem Vorwerk Neudeck und Berggebäuden, Geyersdorf mit rotem Vorwerk, Grumbach mit Dorfmühle und Neugrumbach, Herrmannsdorf, Jöhstadt, Kleinrückerswalde, Königswalde mit dem Annaberger Ratswald, Mildenau mit Kannelloch, Mittelschmiedeberg, Neundorf, Oberschaar, Oberschmiedeberg, Schmalzgrube, Schönfeld, Sehma mit Rotensehma, Steinbach, Tannenberg mit Siebenhöfen und Sauwaldhäuser, Wiesa mit Wiesenbad, den Dreigütern, mit Plattengut, neuen Gut, Weißgut und Prager Gut, auch der Riesenburg, Bahnhaltestelle Schönfeld, Paradiesmühle, Wiesenmühle etc. sowie dem Jöhstädter und Steinbacher Forstrevier. Das Amtsgericht Annaberg war eines von 16 Amtsgerichten im Bezirk des Landgerichtes Chemnitz. Der Amtsgerichtsbezirk umfasste danach 42.933 Einwohner. Das Gericht hatte damals fünf Richterstellen und war das zweitgrößte Amtsgericht im Landgerichtsbezirk. Zum 1. Juli 1883 wurde Cranzahl vom Amtsgericht Oberwiesenthal dem Amtsgericht Annaberg zugewiesen. Am 1. Oktober 1899 wurde das Amtsgericht Jöhstadt eingerichtet und aus dem Amtsgerichtsbezirk Annaberg die Ortschaften Jöhstadt, Arnsfeld (mit Mittelschmiedeberg und Oberschaar), Grumbach, Oberschmiedeberg, Schmalzgrube und Steinbach sowie die Forstreviere Jöhstadt und Steinbach dorthin übertragen. Ende 1931 wurde der Amtsgerichtsbezirk Jöhstadt wieder aufgelöst und die Gemeinden Jöhstadt, Arnsfeld, Grumbach, Oberschmiedeberg, Schmalzgrube, Steinbach und der selbständige Gutsbezirk Staatsforstrevier Steinbach wechselten zurück in den Sprengel des Amtsgerichtes Annaberg. Kriegsbedingt wurden 1942 die Amtsgerichte Scheibenberg und Wolkenstein dem Amtsgericht Annaberg als Zweiggerichte zugeordnet. Daneben erhielt Annaberg Aufgaben des stillgelegten Amtsgerichtes Oberwiesenthal. Mit der Verordnung zur Änderung von Gerichtsbezirken im Lande Sachsen vom 5. Mai 1951 wurden die Gerichtsbezirke in der DDR an die Landkreise angepasst. Der Sprengel des Amtsgerichts Annaberg war damit der Kreis Annaberg. Mit der Verwaltungsreform von 1952 wurde das Amtsgericht Annaberg aufgehoben und das Kreisgericht Annaberg an seiner Stelle neu geschaffen. Gerichtssprengel war weiter der Kreis Annaberg.
Aufgrund des Sächsischen Gerichtsorganisationsgesetz wurde das Amtsgericht Annaberg 1992 wieder eingerichtet, aber 2012 wieder aufgehoben. Seit dem 1. Januar 2013 ist das Amtsgericht Marienberg für den früheren Amtsgerichtsbezirk Annaberg zuständig.

## Gerichtsgebäude
Das Amtsgericht nutzte das Gebäude auf dem Gelände des früheren Franziskanerklosters Annaberg (Klosterstraße 12). Die Klostergebäude waren dem Stadtbrand von 1731 zum Opfer gefallen. Auf dem Areal entstand 1836 die Seidenfabrik von Thilo und Röhling, die dann als Amtsgerichtsgebäude genutzt wurden.